# Nazionale maschile under 18 di pallacanestro della Malaysia
La nazionale di pallacanestro malaysiana Under-18 è una selezione giovanile della nazionale malaysiana di pallacanestro, ed è rappresentata dai migliori giocatori di nazionalità malaysiana di età non superiore ai 18 anni.
Partecipa a tutte le manifestazioni internazionali giovanili di pallacanestro per nazioni gestite dalla FIBA.

## Partecipazioni

### FIBA AsiaBasket Under-18
- 1970 - 6°
- 1972 - 7°
- 1974 - 5°
- 1977 - 5°
- 1978 - 8°

- 1980 - 9°
- 1982 - 6°
- 1984 - 5°
- 1989 - 11°
- 1990 - 6°

- 1992 - 11°
- 1995 - 11°
- 1996 - 8°
- 1998 - 8°
- 2000 - 11°

- 2002 - 10°
- 2006 - 14°
- 2008 - 15°
- 2010 - 12°
- 2014 - 7°